# Zipcar

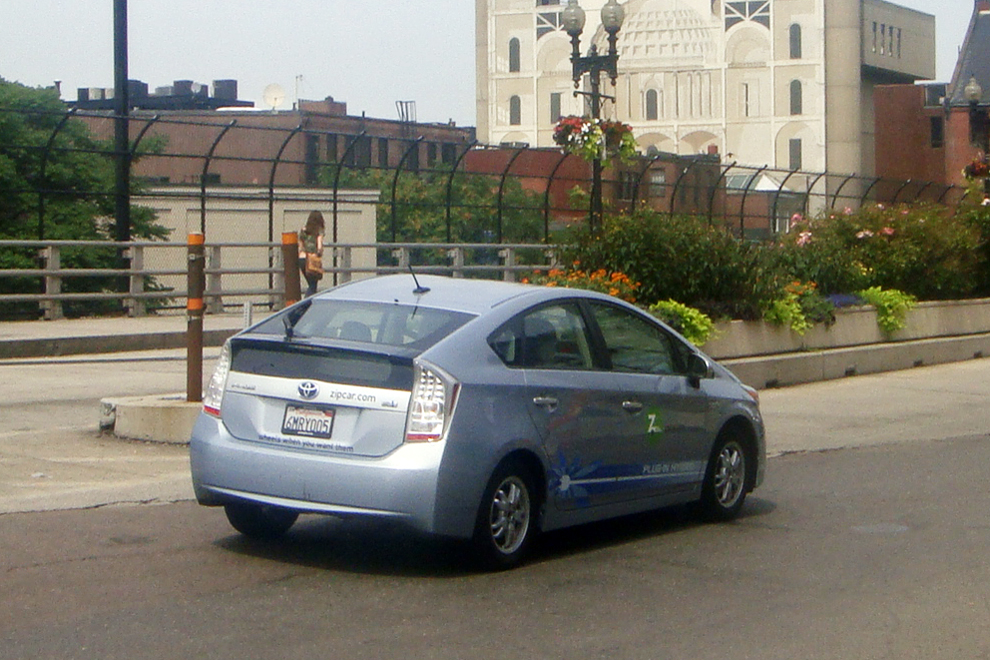
Toyota Prius mise de Zipcar à Boston en 2011

Zipcar (NASDAQ : ZIP) est une société américaine de location de voiture fondée en 2000 par Antje Danielson et Robin Chase. Le service de location fonctionne sur le mode de l'autopartage, c'est-à-dire qu'une flotte de véhicules prêts à l'emploi est mise à disposition de l'ensemble des abonnés au service.
Au mois de décembre 2010, la société était implantée dans vingt-huit États et provinces d'Amérique du Nord, ainsi qu'au Royaume-Uni. Depuis septembre 2014, elle opère aussi à Paris.
En 2013, Zipcar a été racheté par la société de location Avis.
En janvier 2019 Zipcar annonce la fermeture de son service à Barcelone, Bruxelles et Paris ce qui veut dire que Londres deviendra sa seule implantation en Europe; Zipcar justifie ce retrait par des résultats économiques jugés insatisfaisants.

## Zipcar France
La société a été créée le 21 juillet 2014.
Elle est dirigée par Laurent Sculier.
En 2016, elle a réalisé un chiffre d'affaires de 1 382 900 €.
Le résultat a été négatif : 2 111 000 €.

## Fonctionnement
Les membres du service, surnommés les « Zipsters », disposent d'une carte rectangulaire de la taille d'une carte de crédit, la « Zipcard », permettant de déverrouiller les portes de l'ensemble des véhicules. La réservation d'une automobile se fait soit par téléphone, soit en ligne via le réseau Internet. L'abonnement au service est mensuel et à son coût s'ajoutent les frais de réservation de véhicule, celui-ci pouvant être réservé à l'heure ou à la journée.